# Битов (Немачка)
Битов (њем. Bütow) општина је у њемачкој савезној држави Мекленбург-Западна Померанија. Једно је од 60 општинских средишта округа Мириц. Према процјени из 2010. у општини је живјело 474 становника. Посједује регионалну шифру (AGS) 13056009.

## Географски и демографски подаци
Битов се налази у савезној држави Мекленбург-Западна Померанија у округу Мириц. Општина се налази на надморској висини од 78 метара. Површина општине износи 26,3 km². У самом мјесту је, према процјени из 2010. године, живјело 474 становника. Просјечна густина становништва износи 18 становника/km².